# Šeli Meron
Šeli Tal Meron (hebrejsky שלי טל מירון‎‎; * 1979) je izraelská politička, od 1. února 2023 poslankyně Knesetu za Ješ atid.

## Životopis
Narodila se v roce 1979. Šest let sloužila v Izraelském vojenském letectvu v různých funkcích, mimo jiné jako tisková mluvčí, letová instruktorka pilotů vrtulníku Bell AH-1 Cobra a důstojnice. Pracovala také pro technologickou společnost v jihovýchodní Asii.
V komunálních volbách v roce 2018 kandidoval do telavivské městské rady na kandidátce Ješ atid, ale nebyla zvolena.
Následně se stala vedoucí kampaně Ješ atid v centrální části Izraele. Před volbami do Knesetu v roce 2022 byla zařazena na 25. místo kandidátky Ješ atid, ale nebyla zvolena, protože strana získala 24. mandátů. Do Knesetu se však dostala 1. února 2023 po rezignaci Jo'ela Razvozova.

## Osobní život
Získala bakalářský titul v oboru politologie na Telavivské univerzitě. Je vdaná a má dvě děti.